# Paka (Čaglin)
Paka je naselje u Republici Hrvatskoj u Požeško-slavonskoj županiji, u sastavu općine Čaglin.

## Zemljopis
Paka je smještena oko 15 km južno od Čaglina na Dilj gori,  susjedna sela su Sovski Dol na zapadu, Imrijevci na sjeveroistoku i Slobodna-Vlast na istoku.

## Povijest
Naselje je dosta stradalo je ili nestao u poraću Drugog svjetskog rata, kad je ubijen znatan broj Hrvata i drugih.

## Stanovništvo
Prema popisu stanovništva iz 2001. godine Paka je imala 61 stanovnika, dok je prema popis stanovništva iz 1991. godine imala 96 stanovnika od čega 67,70% Hrvata.
| broj stanovnika | 292   | 330   | 287   | 344   | 385   | 416   | 430   | 430   | 383   | 365   | 291   | 254   | 160   | 96    | 61    | 33    | 15    |
|                 | 1857. | 1869. | 1880. | 1890. | 1900. | 1910. | 1921. | 1931. | 1948. | 1953. | 1961. | 1971. | 1981. | 1991. | 2001. | 2011. | 2021. |